# Bingöl
Bingöl (tiếng Zazaki: Çolig; tiếng Kurd: Çewlik; tiếng Armenia: Ճապաղջուր, đã Latinh hoá: Chapaghjur) là thành phố tỉnh lỵ (merkez ilçesi) của tỉnh Bingöl, Thổ Nhĩ Kỳ. Thành phố có diện tích 1790 km² và dân số thời điểm năm 2007 là 129885 người, mật độ 73 người/km².

## Khí hậu
| Dữ liệu khí hậu của Bingöl                   | Dữ liệu khí hậu của Bingöl | Dữ liệu khí hậu của Bingöl | Dữ liệu khí hậu của Bingöl | Dữ liệu khí hậu của Bingöl | Dữ liệu khí hậu của Bingöl | Dữ liệu khí hậu của Bingöl | Dữ liệu khí hậu của Bingöl | Dữ liệu khí hậu của Bingöl | Dữ liệu khí hậu của Bingöl | Dữ liệu khí hậu của Bingöl | Dữ liệu khí hậu của Bingöl | Dữ liệu khí hậu của Bingöl | Dữ liệu khí hậu của Bingöl |
| Tháng                                        | 1                          | 2                          | 3                          | 4                          | 5                          | 6                          | 7                          | 8                          | 9                          | 10                         | 11                         | 12                         | Năm                        |
| -------------------------------------------- | -------------------------- | -------------------------- | -------------------------- | -------------------------- | -------------------------- | -------------------------- | -------------------------- | -------------------------- | -------------------------- | -------------------------- | -------------------------- | -------------------------- | -------------------------- |
| Cao kỉ lục °C (°F)                           | 13.3 (55.9)                | 16.2 (61.2)                | 22.3 (72.1)                | 30.3 (86.5)                | 33.4 (92.1)                | 38.0 (100.4)               | 42.0 (107.6)               | 41.3 (106.3)               | 37.8 (100.0)               | 32.1 (89.8)                | 25.5 (77.9)                | 22.8 (73.0)                | 42.0 (107.6)               |
| Trung bình ngày tối đa °C (°F)               | 2.4 (36.3)                 | 4.1 (39.4)                 | 10.2 (50.4)                | 16.9 (62.4)                | 23.1 (73.6)                | 29.8 (85.6)                | 34.7 (94.5)                | 35.1 (95.2)                | 29.9 (85.8)                | 22.0 (71.6)                | 12.7 (54.9)                | 5.2 (41.4)                 | 18.8 (65.8)                |
| Trung bình ngày °C (°F)                      | −2.1 (28.2)                | −0.8 (30.6)                | 4.7 (40.5)                 | 10.9 (51.6)                | 16.2 (61.2)                | 22.2 (72.0)                | 26.7 (80.1)                | 26.7 (80.1)                | 21.3 (70.3)                | 14.5 (58.1)                | 6.8 (44.2)                 | 0.7 (33.3)                 | 12.3 (54.1)                |
| Tối thiểu trung bình ngày °C (°F)            | −5.5 (22.1)                | −4.6 (23.7)                | 0.4 (32.7)                 | 5.8 (42.4)                 | 10.2 (50.4)                | 15.0 (59.0)                | 19.3 (66.7)                | 19.1 (66.4)                | 13.9 (57.0)                | 8.6 (47.5)                 | 2.2 (36.0)                 | −2.8 (27.0)                | 6.8 (44.2)                 |
| Thấp kỉ lục °C (°F)                          | −23.2 (−9.8)               | −21.6 (−6.9)               | −20.3 (−4.5)               | −9.2 (15.4)                | 1.0 (33.8)                 | 3.5 (38.3)                 | 8.8 (47.8)                 | 7.8 (46.0)                 | 4.2 (39.6)                 | −2.4 (27.7)                | −15.0 (5.0)                | −25.1 (−13.2)              | −25.1 (−13.2)              |
| Lượng Giáng thủy trung bình mm (inches)      | 138.7 (5.46)               | 128.9 (5.07)               | 134.4 (5.29)               | 110.5 (4.35)               | 82.5 (3.25)                | 21.3 (0.84)                | 6.6 (0.26)                 | 5.1 (0.20)                 | 15.4 (0.61)                | 65.3 (2.57)                | 93.1 (3.67)                | 133.3 (5.25)               | 935.1 (36.81)              |
| Số ngày giáng thủy trung bình                | 10.47                      | 10.37                      | 13.43                      | 15.17                      | 14.50                      | 5.70                       | 1.93                       | 1.57                       | 3.33                       | 8.33                       | 8.47                       | 11.30                      | 104.6                      |
| Số giờ nắng trung bình tháng                 | 105.4                      | 124.3                      | 148.8                      | 165.0                      | 213.9                      | 270.0                      | 285.2                      | 275.9                      | 240.0                      | 189.1                      | 135.0                      | 102.3                      | 2.254,9                    |
| Số giờ nắng trung bình ngày                  | 3.4                        | 4.4                        | 4.8                        | 5.5                        | 6.9                        | 9.0                        | 9.2                        | 8.9                        | 8.0                        | 6.1                        | 4.5                        | 3.3                        | 6.2                        |
| Nguồn: Cơ quan Khí tượng Nhà nước Thổ Nhĩ Kỳ |                            |                            |                            |                            |                            |                            |                            |                            |                            |                            |                            |                            |                            |